# Reichsstraße 111
Die Reichsstraße 111 (R 111) war bis 1945 eine Staatsstraße des Deutschen Reichs, die Vor- und Hinterpommern in der preußischen Provinz Pommern miteinander verband. Sie begann in Gützkow südlich von Greifswald und führte über die Inseln Usedom und Wollin  (mit der Hafenstadt Swinemünde) bis nach Gollnow nördlich von Stettin. Ihre Gesamtlänge betrug 142 Kilometer.
Die ersten 69 Kilometer verlaufen heute noch als Bundesstraße 111 im östlichen Teil von Mecklenburg-Vorpommern bis zur deutsch-polnischen Grenze zwischen Ahlbeck (Heringsdorf) und Świnoujście (Swinemünde). Von dort folgt die polnische Landesstraße Droga krajowa 3 der ehemaligen Straßenführung bis nach Goleniów (Gollnow), dem damaligen Endpunkt der R 111 in der heutigen Woiwodschaft Westpommern.

## Straßenverlauf der R111
(heutige Bundesstraße 111)
Provinz Pommern (heute: Bundesland Mecklenburg-Vorpommern):
Landkreis Greifswald (heute: Landkreis Vorpommern-Greifswald)
- Gützkow (Anschluss: R 96, heute: Bundesautobahn 20)
- Gribow
- Züssow
- Moeckow (Anschluss: R 109)
- Lühmannsdorf
- Wolgast

~ Peenestrom ~
Landkreis Usedom-Wollin
- Zempin
- Koserow
- Ückeritz
- Bansin
- Heringsdorf
- Ahlbeck (Heringsdorf)

o heutige deutsch-polnische Grenze – Grenzübergang mit Einschränkungen o
 (heutige Droga krajowa 3)
(heute: Woiwodschaft Westpommern):
(heutiger Powiat Grodzki Świnoujście) (Stadtkreis Swinemünde)
- Swinemünde (Świnoujście) (Anschluss: R 110)

~ Swine (Świna) ~
- - Swinemünde-Zentrum (heute: Europastraße 65 – Fähre nach Ystad/Schweden)
  - Swinemünde-Ostswine (Św.-Warszów)
- Haferhorst (Św.-Łunowo)

(heute: Powiat Kamieński (Kreis Cammin)
- Liebeseele (Międzyzdroje-Lubiewo)) (Anschluss: R 165, heute DW 102)
- Dargebanz (Dargobądz)
- Wollin (Wolin)

~ Dievenow (Dziwna) ~
Landkreis Cammin i. Pom.
- Parlowkrug (Parłówko) (Anschluss: R 165, heute DW 107)
- Wustermitz (Ostromice)

(heute: Powiat Goleniowski (Kreis Gollnow))
- Bresow (Brzozowo)
- Pribbernow (Przybiernów)

 (heutige Droga ekspresowa S3)
- Hammer (Babigoszcz)

Landkreis Naugard
- Münchendorf (Miękowo)
- Gollnow (Goleniów) (Anschluss: R 2, heute DK/S 6)